# Іштван Сечені

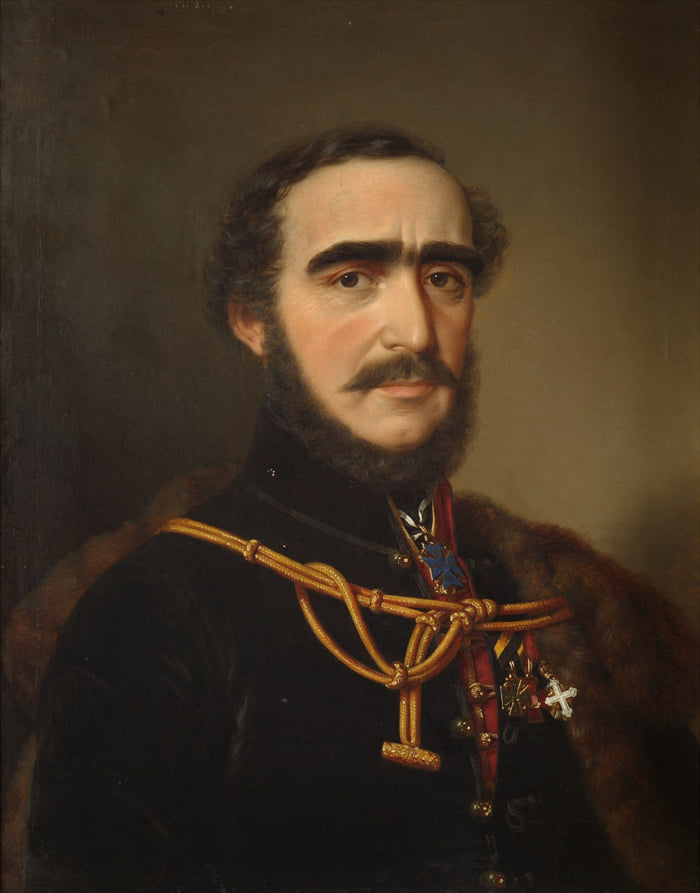
Портрет Іштвана Сечені

І́штван Се́чені (угор. Széchenyi István; 21 вересня 1791, Відень — 8 квітня 1860, Відень) — угорський політик, громадський діяч та письменник, граф, один із найвизначніших угорських державних діячів, засновник Угорської Академії Наук. Його вважають національним героєм Угорщини, який удостоєний епітета «Найвизначніший угорець».
Сечені був упевнений у тому, що основою національного піднесення є господарський розвиток країни. Людина дуже заможна, він пожертвував річний дохід від усіх своїх маєтків Угорській Академії наук і створив клуб «Національний дім». Надзвичайного розголосу набула книжка Сечені «Кредит», в якій він закликав угорську шляхту відмовитися від привілеїв та розпочати оновлення рідного краю, знищити залишки кріпацтва та обмеження свободи підприємництва, створити національний банк. За пропозицією графа почалося впорядкування річища Дунаю, збудований перший кам'яний міст, що з'єднав два береги річки — а відтак і міста Буду та Пешт.
Був лідером ліберального дворянства, що виступало за реформи «зверху» і застерігав співвітчизників від надмірного захоплення націоналізмом, який, на його думку, міг зруйнувати єдність Угорського королівства, населеного різними народами. Саме в цьому Сечені розходився з угорськими радикалами, які гуртувалися навколо Лайоша Кошута.
У квітні 1848 року Сечені увійшов до уряду Лайоша Баттяні — як міністр транспорту та громадських робіт. Був противником режиму, встановленого в Угорщині після придушення революції. 1857 року опублікував у Лондоні анонімний твір, у якому звинуватив «Габсбурзький абсолютизм» у трагічній долі Угорщини. Покінчив життя самогубством.

## Спадщина, увічнення
- Починаючи з 1990 року зображення на банкноті 5000 угорських форинтів.
- Ланцюговий міст через Дунай в Будапешті, названий в його честь.
- Премія Сечені, найвища державна нагорода в Угорщині в галузі науки та досліджень.